# James C. Kaufman
James C. Kaufman (* 21. September 1974) ist ein US-amerikanischer Psychologe. Er ist Professor an der California State University, San Bernardino, wo er das Learning Research Institute leitet. Er erwarb seinen Doktortitel in Kognitionspsychologie in Yale, wo er mit Robert Sternberg arbeitete.
Kaufmans Hauptinteressegebiet ist die Kreativitätsforschung. Zudem interessiert ihn die Erforschung der Intelligenz. Zu seinen bekanntesten Werken zählen Intelligence Applied (zusammen mit Sternberg und Elena Grigorenko; Cambridge, 2008) und Essentials of Creativity Assessment (zusammen mit Jonathan A. Plucker und John Baer; Wiley, 2008).
Kaufman ist der Sohn des Psychologieprofessors Alan S. Kaufman und der Psychologieprofessorin Nadeen L. Kaufman.

## Werke
- Cropley, D. H., Cropley, A. J., Kaufman, J. C., & Runco, M. A. (in press). The dark side of creativity.  New York: Cambridge University Press.
- Kaufman, S. B., & Kaufman, J. C.  (Eds).  (2009).  Psychology of creative writing.  New York: Cambridge University Press.
- Kaufman, J. C.  (2009).  Creativity 101.  New York: Springer.
- Kaufman, J. C., Plucker, J. A., & Baer, J.  (2008).  Essentials of creativity assessment.  New York: Wiley.
- Sternberg, R. J., Kaufman, J. C., & Grigorenko, E. L. (2008). Applied Intelligence. Cambridge: Cambridge University Press.
- Kaufman, J. C., & Baer, J. (Eds). (2006). Creativity and reason in cognitive development. Cambridge: Cambridge University Press.
- Kaufman, J. C., & Sternberg, R. J. (Eds). (2006). The international handbook of creativity. Cambridge: Cambridge University Press.
- Gallagher, A. M., & Kaufman, J. C. (Eds). (2005). Gender differences in mathematics. Cambridge: Cambridge University Press.
- Kaufman, J. C., & Baer, J. (Eds). (2005). Creativity across domains: Faces of the muse. Mahwah, NJ: Lawrence Erlbaum.